# Birkebeinerrennet

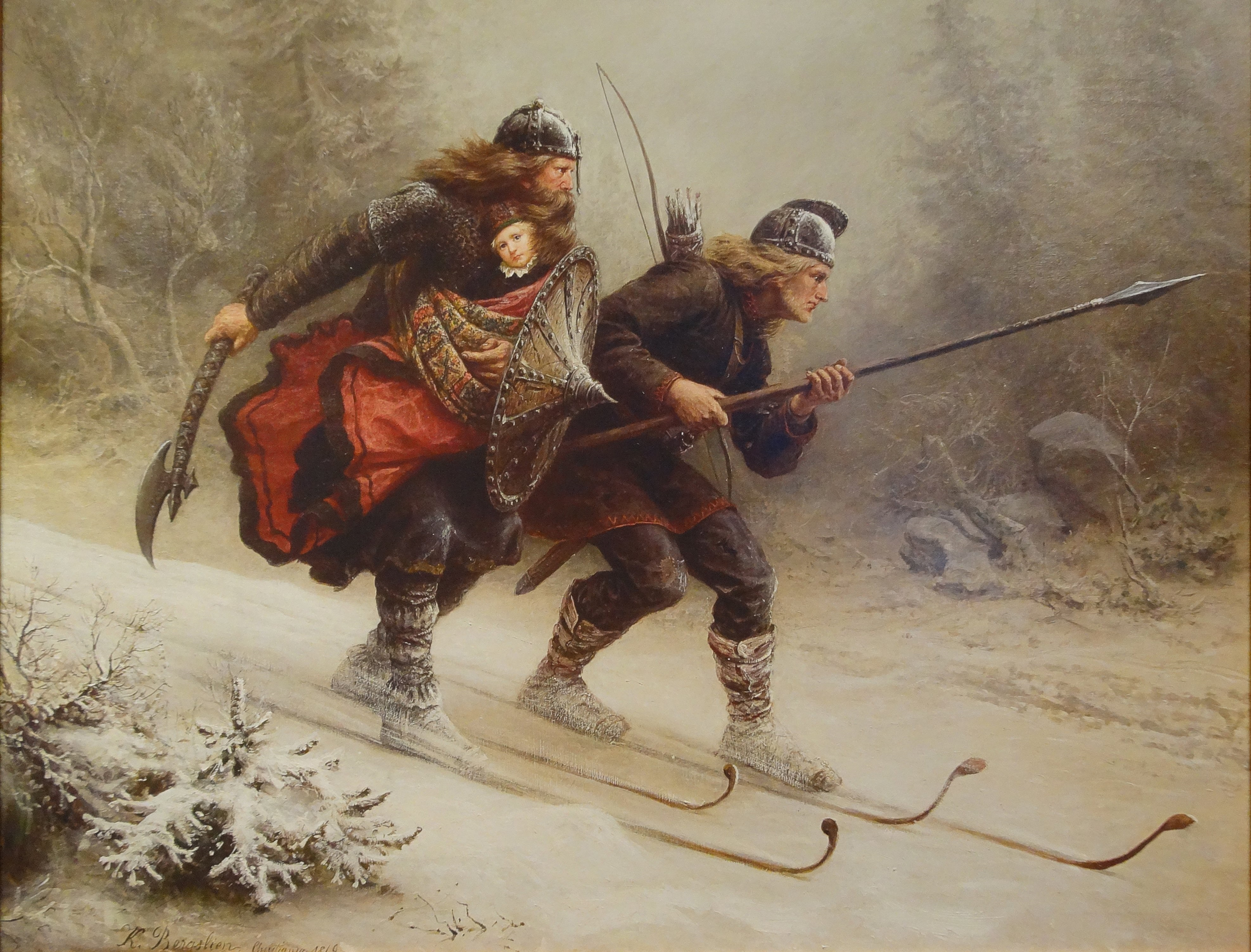
Die Malerei „Die Birkebeiner“ von Knud Bergslien aus dem Jahre 1869 zeigt die Birkebeiner Torstein Skevla und Skjervald Skrukka, die 1206 den kleinen Königssohn Håkon Håkonsson retten.

Birkebeinerrennet (umgangssprachlich oft Birken) ist ein Skilanglaufrennen in Norwegen mit Start in Rena und Ziel in Lillehammer. Es gehört zur Worldloppet-Skimarathonserie. Die Distanz beträgt 54 Kilometer, wobei mehrere hundert Meter Höhenunterschied überwunden werden müssen. Die Strecke muss im klassischen Stil gelaufen werden, Skating ist nicht erlaubt. Außerdem müssen alle Teilnehmer einen mindestens 3,5 kg schweren Rucksack mitführen, in dem Schutzkleidung enthalten sein muss. Das Gewicht des Rucksacks muss während des gesamten Rennens mindestens 3,5 Kilogramm betragen. Vor dem Start stehen Waagen zur Eigenkontrolle zur Verfügung, Stichprobenartige Kontrollen im Ziel werden durchgeführt.
Der Wettbewerb war ab 2000 wiederholt Bestandteil des Skilanglauf-Marathon-Cups und gehört seit 2011 zur Rennserie Ski Classics. Der Lauf ist in Norwegen sehr populär und die Startplätze sind daher in Minutenschnelle ausverkauft.

## Geschichte
Der Überlieferung nach haben im Jahr 1204 die Birkebeiner den Königssohn Håkon Håkonsson auf dieser Strecke von Rena nach Lillehammer in Sicherheit gebracht. Die 3,5 Kilogramm Gewicht im Rucksack symbolisieren das Gewicht des etwa anderthalbjährigen Prinzen.
Das erste organisierte Rennen fand im Jahr 1932 statt. Das Birkebeinerrennet wurde seitdem jedes Jahr organisiert, außer in den Kriegsjahren 1941–1945 während der deutschen Besatzung nach dem Überfall durch die Wehrmacht. 1948 wurde der Wettbewerb aufgrund eines Konfliktes in der Organisation nicht ausgetragen, als sich die Veranstalter nicht einig waren, ob das Rennen zu einer Elite- oder einer Massenveranstaltung werden sollte.
Bei der Gründung des Worldloppet-Skiverbands im Jahr 1978 war das Birkebeinerrennet eins der neun Gründungsmitglieder.
2007 musste das Rennen das erste und einzige Mal in der 70-jährigen Geschichte abgebrochen werden. Am höchsten Punkt der Strecke blies ein starker Sturm, sodass die Sicherheit der Teilnehmer nicht mehr gewährleistet war. 2014 wurde das Birken am Renntag ebenfalls wegen starkem Wind abgesagt, allerdings vor dem Start, nachdem dieser zunächst um eine Stunde verschoben worden war. Auf dem Raufjell waren bis zu 20 m/s Wind gemessen und bis zu 25 m/s waren vorhergesagt worden, so dass sich die Rennleitung zum Abbruch entschloss.

## Streckenbeschreibung

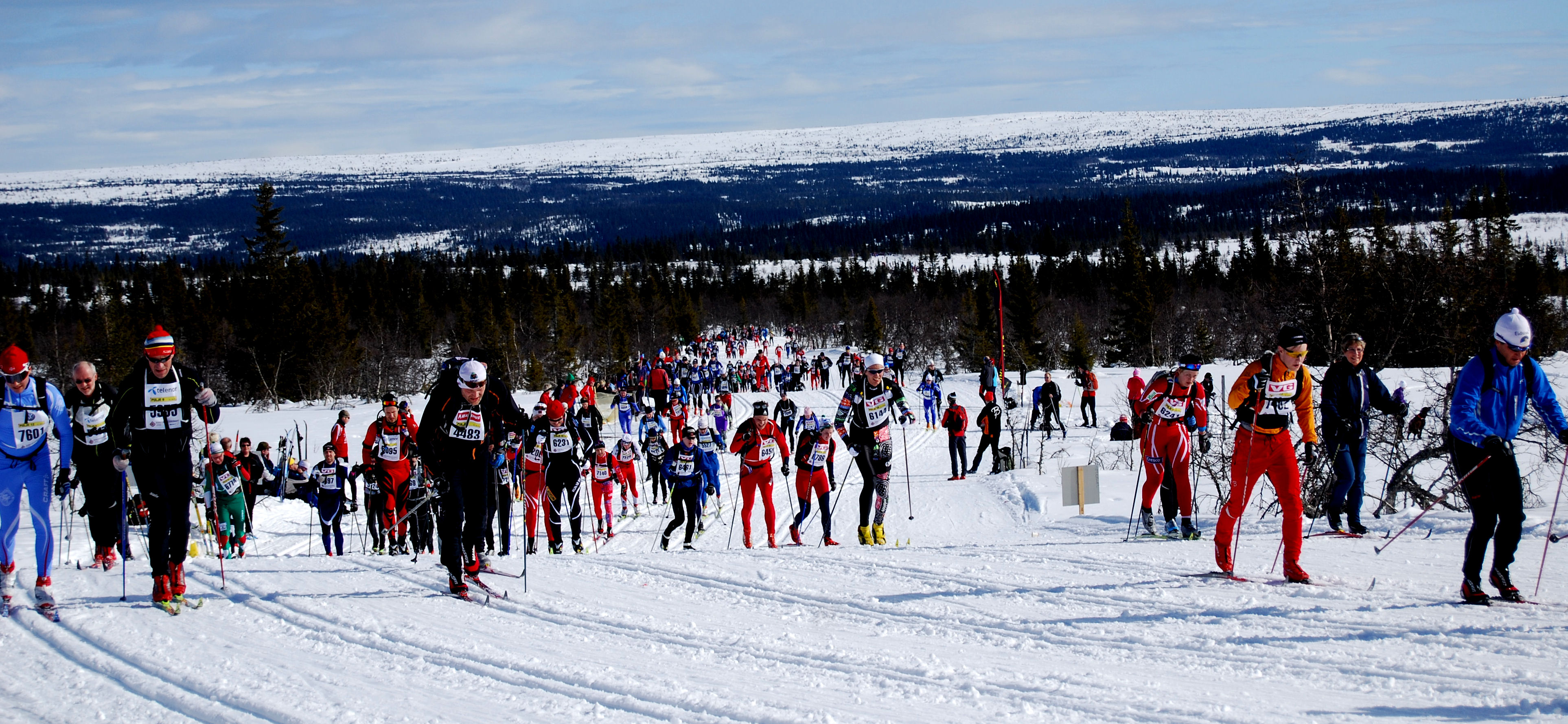
Birkebeinerrennet 2010

Der Start erfolgt bei Tingstadjordet ca. 3 km vom Zentrum von Rena entfernt in 280 m Seehöhe. Nach 9 Kilometern wird Skramstadsætra (820 m.NN.) erreicht, danach mit leichtem Gefälle Dambua (760 m.NN.), nach 20 Kilometern Raufjellet (880 m.NN.) und nach 34 Kilometern der höchste Punkt Midtfjellet mit 910 m.NN. Über Sjusjøen (41 km, 880 m.NN.) führt die Loipe über Abfahrten ins Ziel nach Lillehammer (54 km, 490 m.NN.).
20 Kilometer der insgesamt 54 Kilometer führen durch Berggebiet über der Baumgrenze mit offenen Flächen. Die Strecke ist Wind und Wetter sehr ausgesetzt, daher muss verpflichtend ein Rucksack mit windschützender Bekleidung auf dem Rücken getragen werden.

## Merke
Für viele Teilnehmer ist ein Ziel, die sogenannte „Merke“ zu erreichen. Diese Auszeichnung wird an die Teilnehmer verliehen, die eine Maximalzeit unterschreiten. Zur Berechnung der Maximalzeit wird die Durchschnittszeit der fünf Schnellsten der jeweiligen Klasse herangezogen und um 25 Prozent erhöht.

## Siegerliste
| Jahr       | Sieger                                                                                | Zeit (h)                                                                              | Siegerin                                                 | Zeit (h)                                                 |
| ---------- | ------------------------------------------------------------------------------------- | ------------------------------------------------------------------------------------- | -------------------------------------------------------- | -------------------------------------------------------- |
| 2025       | Andreas Nygaard (5.)                                                                  | 2:20:15                                                                               | Stina Nilsson                                            | 2:44:48                                                  |
| 2024       | Andreas Nygaard (4.)                                                                  | 2:23:55                                                                               | Magni Smedås                                             | 2:47:09                                                  |
| 2023       | Andreas Nygaard (3.)                                                                  | 2:24:58                                                                               | Astrid Øyre Slind (2.)                                   | 2:50:44                                                  |
| 2022       | Andreas Nygaard (2.)                                                                  | 2:30:02                                                                               | Astrid Øyre Slind                                        | 2:47:23                                                  |
| 2021       | wegen der COVID-19-Pandemie abgesagt                                                  | wegen der COVID-19-Pandemie abgesagt                                                  | wegen der COVID-19-Pandemie abgesagt                     | wegen der COVID-19-Pandemie abgesagt                     |
| 2020       | wegen der COVID-19-Pandemie abgesagt                                                  | wegen der COVID-19-Pandemie abgesagt                                                  | wegen der COVID-19-Pandemie abgesagt                     | wegen der COVID-19-Pandemie abgesagt                     |
| 2019       | Petter Eliassen (2.)                                                                  | 2:23:47                                                                               | Justyna Kowalczyk (3.)                                   | 2:51:31                                                  |
| 2018       | Andreas Nygaard                                                                       | 2:33:13                                                                               | Justyna Kowalczyk (2.)                                   | 3:06:10                                                  |
| 2017       | Martin Johnsrud Sundby                                                                | 2:20:52                                                                               | Justyna Kowalczyk                                        | 2:46:42                                                  |
| 2016       | John Kristian Dahl                                                                    | 2:27:34                                                                               | Seraina Boner (4.)                                       | 2:55:04                                                  |
| 2015       | Petter Eliassen                                                                       | 2:19:28 ∗                                                                             | Therese Johaug                                           | 2:41:46 ∗                                                |
| 2014       | abgesagt 15 Min. vor dem Start aufgrund schweren Sturmes                              | abgesagt 15 Min. vor dem Start aufgrund schweren Sturmes                              | abgesagt 15 Min. vor dem Start aufgrund schweren Sturmes | abgesagt 15 Min. vor dem Start aufgrund schweren Sturmes |
| 2013       | Anders Aukland (4.)                                                                   | 2:42:38                                                                               | Seraina Boner (3.)                                       | 3:09:12                                                  |
| 2012       | Anders Aukland (3.)                                                                   | 2:21:34                                                                               | Seraina Boner (2.)                                       | 2:47:02                                                  |
| 2011       | Stanislav Řezáč (4.)                                                                  | 2:39:54                                                                               | Seraina Boner                                            | 3:11:17                                                  |
| 2010       | Anders Aukland (2.)                                                                   | 2:27:19                                                                               | Jenny Hansson                                            | 2:57:33                                                  |
| 2009       | Jerry Ahrlin                                                                          | 2:36:58                                                                               | Hilde Gjermundshaug Pedersen (3.)                        | 3:05:00                                                  |
| 2008       | Stanislav Řezáč (3.)                                                                  | 2:24:33                                                                               | Hilde Gjermundshaug Pedersen (2.)                        | 2:52:04                                                  |
| 2007       | abgebrochen aufgrund schweren Sturmes                                                 | abgebrochen aufgrund schweren Sturmes                                                 | abgebrochen aufgrund schweren Sturmes                    | abgebrochen aufgrund schweren Sturmes                    |
| 2006       | Anders Aukland                                                                        | 2:52:13                                                                               | Hilde Gjermundshaug Pedersen                             | 3:08:10                                                  |
| 2005       | Stanislav Řezáč (2.)                                                                  | 2:37:37                                                                               | Cristina Paluselli                                       | 3:10:59                                                  |
| 2004       | Gianantonio Zanetel                                                                   | 2:48:55                                                                               | Annmari Viljanmaa (2.)                                   | 3:03:47                                                  |
| 2003       | Odd-Bjørn Hjelmeset (3.)                                                              | 2:39:56                                                                               | Annmari Viljanmaa                                        | 3:05:16                                                  |
| 2002       | Stanislav Řezáč                                                                       | 2:39:08                                                                               | Marthe Flugstad (2.)                                     | 3:08:27                                                  |
| 2001       | Erling Jevne (7.)                                                                     | 2:38:45                                                                               | Anita Moen (4.)                                          | 3:03:27                                                  |
| 2000       | Erling Jevne (6.)                                                                     | 2:41:53                                                                               | Anita Moen (3.)                                          | 3:06:24                                                  |
| 1999       | Erling Jevne (5.)                                                                     | 2:50:45                                                                               | Anita Moen (2.)                                          | 3:21:22                                                  |
| 1998       | Erling Jevne (4.)                                                                     | 2:43:19                                                                               | Anita Moen                                               | 3:03:21                                                  |
| 1997       | Erling Jevne (3.)                                                                     | 2:33:05                                                                               | Marthe Flugstad                                          | 3:10:46                                                  |
| 1996       | Erling Jevne (2.)                                                                     | 2:39:12                                                                               | Marit Mikkelsplass                                       | 3:05:12                                                  |
| 1995       | Odd-Bjørn Hjelmeset (2.)                                                              | 2:57:18                                                                               | Unni Ødegård                                             | 3:28:15                                                  |
| 1994       | Erling Jevne                                                                          | 2:36:10                                                                               | Marit Elveos                                             | 3:21:12                                                  |
| 1993       | Alexander Golubjow                                                                    | 2:45:42                                                                               | Astrid Kristin Ruud                                      | 3:24:25                                                  |
| 1992       | Odd-Bjørn Hjelmeset                                                                   | 3:15:34                                                                               | Anne Jahren                                              | 3:52:00                                                  |
| 1991       | Per Knut Aaland (3.)                                                                  | 3:05:07                                                                               | Ragnhild Bratberg                                        | 3:38:54                                                  |
| 1990       | Per Knut Aaland (2.)                                                                  | 3:03:44                                                                               | Mona Fugli                                               | 3:51:50                                                  |
| 1989       | John Kvale                                                                            | 2:58:56                                                                               | Marthe Flugstad                                          | 3:13:35                                                  |
| 1988       | Jo Helgestad                                                                          | 3:08:08                                                                               | Elisabeth Tharaldsen                                     | 3:50:13                                                  |
| 1987       | Pierre Harvey                                                                         | 3:08:30                                                                               | Astrid Dæhlie                                            | 3:47:32                                                  |
| 1986       | Örjan Blomquist                                                                       | 3:08:30                                                                               | Ellen Grepperud                                          | 3:52:45                                                  |
| 1985       | Ola Hassis                                                                            | 2:53:11                                                                               | Gry Oftedal (2.)                                         | 3:25:45                                                  |
| 1984       | Magnar Rismyhr                                                                        | 2:59:28                                                                               | Gry Oftedal                                              | 3:27:00                                                  |
| 1983       | Per Knut Aaland                                                                       | 2:51:25                                                                               | Hilde Riis                                               | 3:26:47                                                  |
| 1982       | Dag Atle Bjørkheim (2.)                                                               | 3:02:43                                                                               | Birgit Øverby Tennøe (2.)                                | 3:40:55                                                  |
| 1981       | Sven-Åke Lundbäck                                                                     | 3:16:25                                                                               | Vigdis Rønning                                           | 3:43:19                                                  |
| 1980       | Dag Atle Bjørkheim                                                                    | 3:16:05                                                                               | Anna Bjørgan (2.)                                        | 3:47:15                                                  |
| 1979       | Anders Bakken (2.)                                                                    | 3:14:35                                                                               | Anna Bjørgan                                             | 4:07:48                                                  |
| 1978       | Anders Bakken                                                                         | 3:14:04                                                                               | Birgit Øverby Tennøe                                     | 3:49:01                                                  |
| 1977       | Audun Kolstad (2.)                                                                    | 3:05:39                                                                               | Valborg Østberg                                          | 3:31:04                                                  |
| 1976       | Audun Kolstad                                                                         | 3:12:10                                                                               | Berit Mørdre Lammedal                                    | 3:54:44                                                  |
| 1975       | Ivar Formo                                                                            | 3:25:35                                                                               |                                                          |                                                          |
| 1974       | Dag Anmarkrud                                                                         | 3:22:42                                                                               |                                                          |                                                          |
| 1973       | Per Knotten                                                                           | 3:06:07                                                                               |                                                          |                                                          |
| 1972       | Erik Solberg Johansen (2.)                                                            | 3:24:19                                                                               |                                                          |                                                          |
| 1971       | Bjørn Arvnes                                                                          | 3:40:30                                                                               |                                                          |                                                          |
| 1970       | Arne Vehus                                                                            | 3:21:40                                                                               |                                                          |                                                          |
| 1969       | Niri Helleberg                                                                        | 3:20:51                                                                               |                                                          |                                                          |
| 1968       | Erik Solberg Johansen                                                                 | 4:16:50                                                                               |                                                          |                                                          |
| 1967       | Ivar Skogsrud                                                                         | 4:00:39                                                                               |                                                          |                                                          |
| 1966       | Egil Tvedt (2.)                                                                       | 3:36:34                                                                               |                                                          |                                                          |
| 1965       | Oddmund Jensen (5.)                                                                   | 3:41:48                                                                               |                                                          |                                                          |
| 1964       | Egil Tvedt                                                                            | 3:23:31                                                                               |                                                          |                                                          |
| 1963       | Magnar Ingebrigtsli                                                                   | 4:04:59                                                                               |                                                          |                                                          |
| 1962       | Oddmund Jensen (4.)                                                                   | 3:43:15                                                                               |                                                          |                                                          |
| 1961       | Ole Ellefsæter                                                                        | 3:44:02                                                                               |                                                          |                                                          |
| 1960       | Martin Stokken                                                                        | 3:34:19                                                                               |                                                          |                                                          |
| 1959       | Einar Skaaren (2.)                                                                    | 4:01:33                                                                               |                                                          |                                                          |
| 1958       | Oddmund Jensen (3.)                                                                   | 3:39:34                                                                               |                                                          |                                                          |
| 1957       | Oddmund Jensen (2.)                                                                   | 3:48:46                                                                               |                                                          |                                                          |
| 1956       | Einar Skaaren                                                                         | 4:03:33                                                                               |                                                          |                                                          |
| 1955       | Oddmund Jensen                                                                        | 3:57:31                                                                               |                                                          |                                                          |
| 1954       | Johan Østvang                                                                         | 4:30:18                                                                               |                                                          |                                                          |
| 1953       | Johs. Woxen                                                                           | 4:20:25                                                                               |                                                          |                                                          |
| 1952       | Odd Nyborg                                                                            | 4:17:50                                                                               |                                                          |                                                          |
| 1951       | Thorfinn Staff Eid                                                                    | 4:12:01                                                                               |                                                          |                                                          |
| 1950       | Gunnar Hermansen (2.)                                                                 | 4:28:15                                                                               |                                                          |                                                          |
| 1949       | Olav Kveberg                                                                          | 4:13:55                                                                               |                                                          |                                                          |
| 1948       | wegen Konflikte unter den Veranstaltern ausgefallen                                   | wegen Konflikte unter den Veranstaltern ausgefallen                                   |                                                          |                                                          |
| 1947       | Gunnar Hermansen                                                                      | 4:38:24                                                                               |                                                          |                                                          |
| 1946       | Leif Haugen                                                                           | 3:54:59                                                                               |                                                          |                                                          |
| 1941– 1945 | wegen des Überfalls durch die Wehrmacht und der deutschen Besatzung nicht ausgetragen | wegen des Überfalls durch die Wehrmacht und der deutschen Besatzung nicht ausgetragen |                                                          |                                                          |
| 1940       | Gunnar Hansveen (2.)                                                                  | 4:30:09                                                                               |                                                          |                                                          |
| 1939       | Hallvard Eggset                                                                       | 4:09:05                                                                               |                                                          |                                                          |
| 1938       | Olaf Hoffsbakken (2.)                                                                 | 3:56:34                                                                               |                                                          |                                                          |
| 1937       | Gunnar Hansveen                                                                       | 4:44:45                                                                               |                                                          |                                                          |
| 1936       | Oscar Gjøslien                                                                        | 5:16:05                                                                               |                                                          |                                                          |
| 1935       | Olaf Hoffsbakken                                                                      | 4:10:35                                                                               |                                                          |                                                          |
| 1934       | Arne Rustadstuen (2.)                                                                 | 5:41:25                                                                               |                                                          |                                                          |
| 1933       | Arne Rustadstuen                                                                      | 4:24:12                                                                               |                                                          |                                                          |
| 1932       | Trygve Beisvåg                                                                        | 4:51:04                                                                               |                                                          |                                                          |

## Weitere Veranstaltungen
Neben der Langlaufveranstaltung wird auf ähnlicher Strecke im August das 91 km lange Mountainbikerennen Birkebeinerrittet und im September der 22 km lange Crosslauf Birkebeinerløpet veranstaltet.